# وحشت در سال صفر!
وحشت در سال صفر! (انگلیسی: Panic in Year Zero!) فیلمی علمی-تخیلی به کارگردانی ری میلند محصول سال ۱۹۶۲ است. از بازیگران آن می‌توان به ری میلند، جین هیگن، فرانکی آوالون، جوآن فریمن و ویلیس بوشی اشاره کرد.